# Heilongjiang
Heilongjiang, alternativ auch Heilungkiang (chinesisch 黑龍江省 / 黑龙江省, Pinyin Hēilóngjiāng Shěng – „Provinz Heilongjiang“) ist eine Provinz im Nordosten der Volksrepublik China. Sie grenzt im Norden und Osten an Russland, im Süden an die Provinz Jilin und im Westen an die Innere Mongolei. Ihre Hauptstadt ist Harbin.

## Namensgebung
Die Provinz trägt ihren Namen vom gleichnamigen nördlichen Grenzfluss Amur, dessen chinesischer Name Heilong Jiang (黑龍江 / 黑龙江 – „Fluss des Schwarzen Drachen“) lautet. Heilongjiang ist damit gewissermaßen die „Provinz des Schwarzen Drachenflusses“, oder wenn man den im Deutschen geläufigen Flussnamen zugrunde legt, die „Amurprovinz“.

## Geographie und Klima
Heilongjiang ist die nördlichste der drei mandschurischen Provinzen und zugleich die am weitesten nördlich gelegene Provinz Chinas. Im Norden und Osten grenzt die Provinz über eine Länge von 3045 Kilometern an Russland. Die Provinzgrenzen werden zu großen Teile von Flüssen markiert. Die gesamte Nordgrenze wird durch den Amur gebildet. Einen Teil der Ostgrenze bildet der Fluss Ussuri. Der dritte große Fluss ist der Songhua Jiang (Sungari), ein in nordöstliche Richtung fließender Zufluss des Amur. Ein weiterer Fluss ist der Nen Jiang, ein Zufluss des Songhua Jiang, der über einen längeren Abschnitt die Grenze zur Inneren Mongolei und zum Teil auch zur südlich angrenzenden Provinz Jilin markiert.

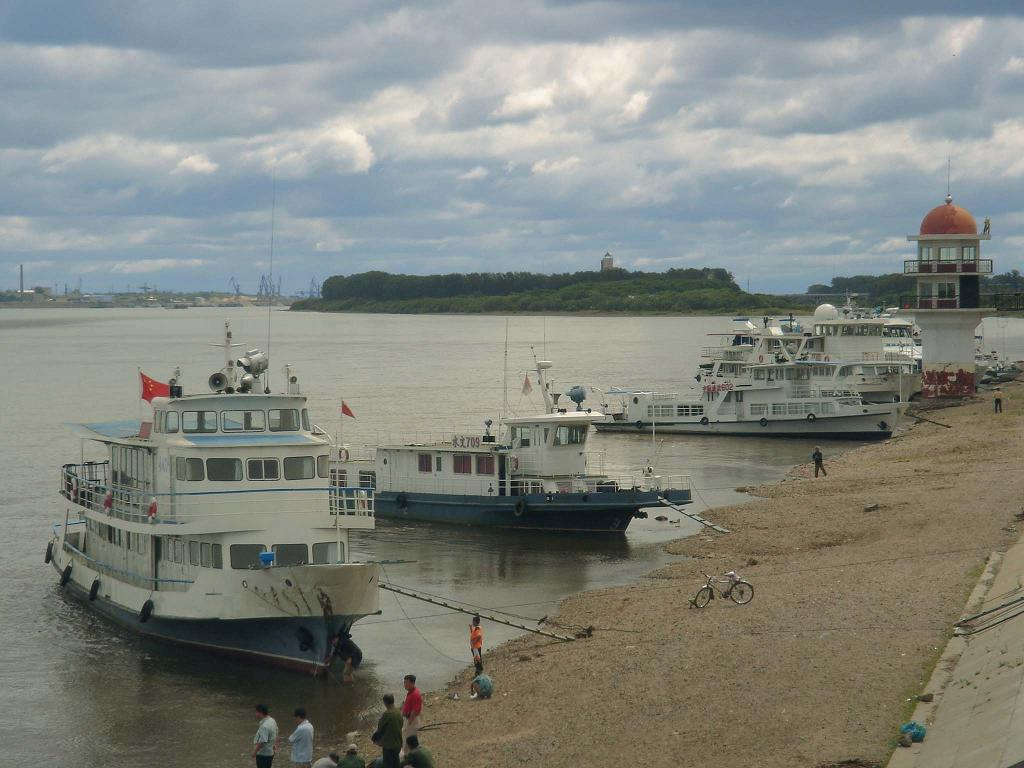
Am Ufer des Amur

Im Norden findet sich das im Mittel etwa 600 bis 800 m hohe Kleine Hinggan-Gebirge, das weiter nordwestlich in das Große Hinggan-Gebirge übergeht. Im Südosten liegt östlich des Songhua Jiang ebenfalls ein Bergland, und im Südwesten findet sich die Songnen-Ebene, wo ein Großteil der Bevölkerung lebt. Hier liegt auch die Provinzhauptstadt Harbin. Im Nordosten, dem Dreistromland aus Amur, Songhua Jiang und Ussuri, liegen ausgedehnte Sumpfgebiete. Die Bergländer der Provinz beherbergen die größten zusammenhängenden Waldgebiete der Volksrepublik China. Der Norden der Provinz ist nahezu unbesiedelt.
Das Klima Heilongjiangs ähnelt dem Klima Sibiriens. Die mittleren Januartemperaturen liegen je nach Ort zwischen −18 °C und −30 °C. Die Flüsse sind von November bis Ende April/Mai vereist. Die Sommer sind mit mittleren Julitemperaturen von 18–23 °C relativ warm. 100 bis 140 Tage im Jahr sind frostfrei und der mittlere Jahresniederschlag liegt bei 450–650 mm. Die Jahresmitteltemperatur liegt zwischen −4 °C und +4 °C.

## Geschichte
Das Gebiet des heutigen Heilongjiang kam erst relativ spät dauerhaft unter die Oberhoheit des Kaiserreichs China. In früherer historischer Zeit war das Gebiet durch mongolische und tungusische Völker bewohnt. Die Jin-Dynastie, die zwischen 1125 und 1234 über weite Teile Nordchinas herrschte, hatte ihren Ursprung im Gebiet Heilongjiangs. Ab dem Jahr 1411 stand das Gebiet des heutigen Heilongjiang und das der Ussuri-Region unter der Oberhoheit der Ming-Dynastie. Während der Herrschaft des Qing-Kaisers Kangxi wurde im Jahr 1683 das Protektorat Heilongjiang (黑龍江將軍) eingerichtet. Die Qing-Regierung verbot weitgehend die Ansiedlung von Han-Chinesen in  dem dünn besiedelten Gebiet und reservierte es damit für die einheimischen Mandschu. Ab etwa der Mitte des 17. Jahrhunderts trat Russland als politische Kraft in der Region auf. 1643 brach eine Kosakenexpedition von Jakutsk zum Amur auf und befuhr den Fluss bis zur Mündung. Eine zweite Expedition unter Jerofei Pawlowitsch Chabarow 1649 eroberte fast das ganze Land an beiden Ufern des Amurs. Die einheimischen Bewohner riefen daraufhin China um Hilfe an, und eine Qing-Armee vertrieb die Kosaken wieder aus dem Amurgebiet. Russland musste im Vertrag von Nertschinsk 1689 die uneingeschränkte Souveränität Chinas über das gesamte Amurgebiet anerkennen.

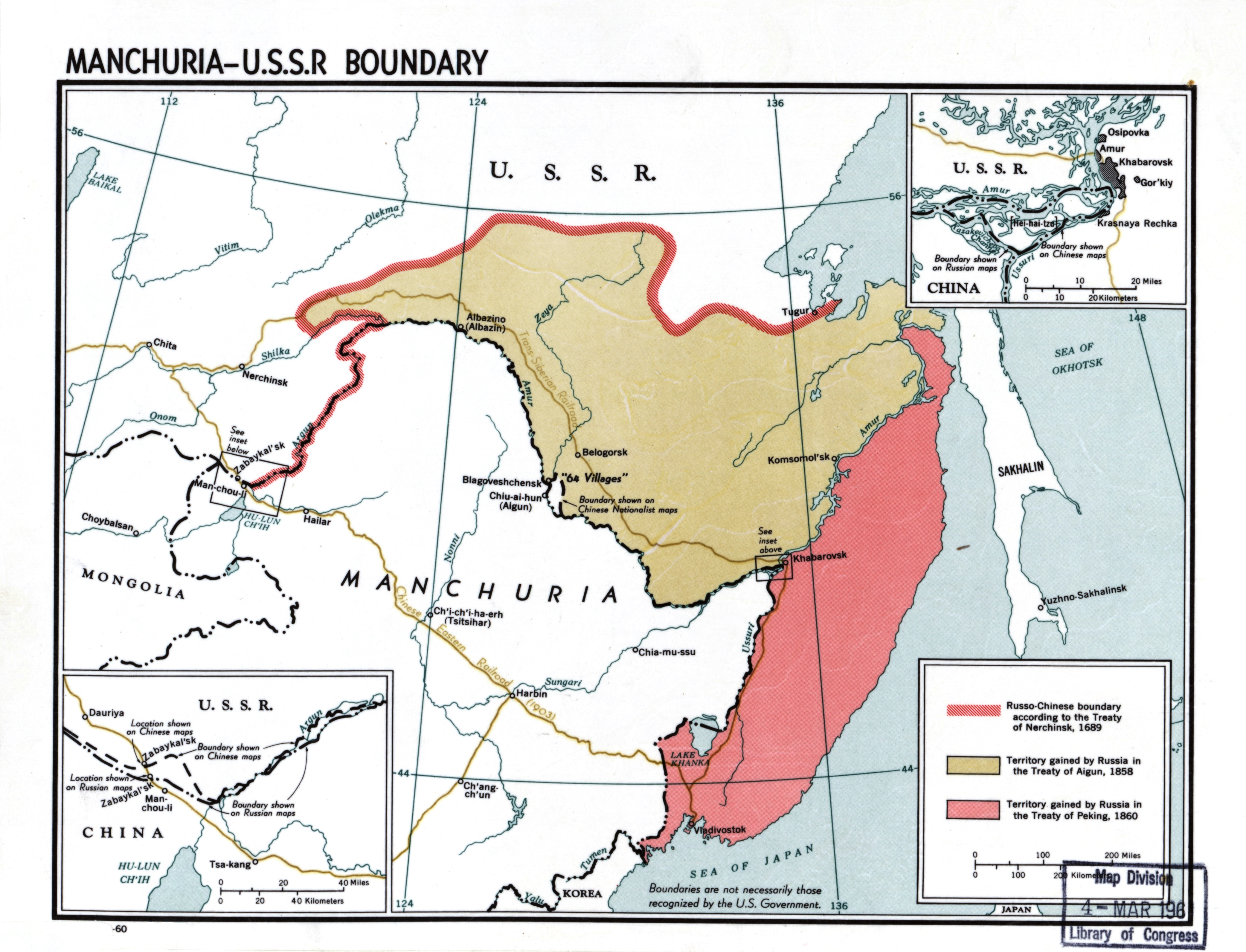
In den Verträgen von 1858 und 1860 an Russland abgetretene Gebiete

Im 19. Jahrhundert hatte sich das Kräfteverhältnis zwischen China und Russland umgekehrt. Das russische Zarenreich nötigte China in den beiden ungleichen Verträgen von Aigun 1858 und Peking 1860 große Teile der nördlichen und östlichen Mandschurei abzutreten. In Reaktion auf den russischen Druck öffnete die Qing-Regierung die Mandschurei für Han-chinesische Siedler aus den südlichen Provinzen. Zwischen 1851 und 1911 stieg die Bevölkerung Heilongjiangs drastisch von 200.000 auf 1,8 Millionen. Darunter befanden sich auch Tausende von Russen, die sich zum Teil im Zuge des Baus der Transmandschurischen Eisenbahn (1897–1903) hier ansiedelten. Im Jahr 1930 umfasste die russische Kolonie in Harbin etwa 25.000 Personen. Nach dem Boxeraufstand 1899–1901 besetzte Russland die Mandschurei einschließlich Heilongjiangs, wurde aber nach der Niederlage im Russisch-Japanischen Krieg 1904/05 wieder zu deren Räumung gezwungen. 1907 wurde eine Provinzverwaltung für Heilongjiang eingerichtet. Provinzhauptstadt wurde Longjiang (龍降府,  lóngjiàng fŭ), das heutige Qiqihar.
In den folgenden Jahrzehnten trat Japan gegenüber China zunehmend aggressiver auf und besetzte im Rahmen der Mandschurei-Krise 1931 die gesamte Mandschurei, wo der japanische Marionettenstaat Mandschukuo gegründet wurde. Im Zweiten Weltkrieg richtete Japan hier die Einheit 731, eine geheime Einrichtung der Kwantung-Armee, ein. Diese nahm hier Experimente an lebenden Menschen vor und tötete auf diese Weise mehrere Tausend Menschen. Bei Kriegsende 1945 wurden bei der Zerstörung der Produktionsstätten durch die japanische Armee mit Pest infizierte Ratten freigelassen, die wohl mit dazu beitrugen, dass die Provinz und auch die Nachbarprovinz Jilin 1947 von einer Pestepidemie heimgesucht wurde, die über 30.000 Todesopfer forderte.
1945 trat die Sowjetunion in den Krieg gegen Japan ein und besetzte den größten Teil der Mandschurei. Die Sowjets demontierten zahlreiche Industrieanlagen, um sie in die Sowjetunion zu verbringen. Bei der Räumung übergaben sie das Gebiet weitgehend den chinesischen Kommunisten, die es als Basis für die Eroberung ganz Chinas im Chinesischen Bürgerkrieg nutzten. Nach Ausrufung der Volksrepublik China 1949 wurden die Provinzgrenzen im Nordosten neu geordnet. 1952 wurde die bisherige Provinz Songjiang aufgelöst und zum Teil an Heilongjiang angegliedert. 1954 wurde die Provinzhauptstadt nach Harbin verlegt.

## Verwaltungsgliederung
Die Provinz ist in eine provinzunmittelbare Stadt, elf bezirksfreie Städte und einen Regierungsbezirk untergliedert (Stand: Zensus 2020). Auf Kreisebene gab es im Jahr 2020 insgesamt 121 Verwaltungseinheiten (ohne die vier regionalen Gerichtsbarkeiten im Großen Hinggan-Gebirge): 54 Stadtbezirke, 21 kreisfreie Städte, 45 Kreise und ein autonomer Kreis. Auf Gemeindeebene gab es im selben Jahr 1292 Verwaltungseinheiten: 390 Straßenviertel, 562 Großgemeinden, 288 Gemeinden, 52 Nationalitätengemeinden.
| Verwaltungs- einheit          | Chin.        | Hanyu Pinyin       | Verwaltungs- zentrum | Fläche (km²) | Einwohner (2020) |
| ----------------------------- | ------------ | ------------------ | -------------------- | ------------ | ---------------- |
| Heilongjiang                  | 黑龙江省     | Hēilóngjiāng Shěng | Harbin               | 452.538,43   | 31.850.088       |
| — Provinzunmittelbare Stadt — |              |                    |                      |              |                  |
| Harbin                        | 哈尔滨市     | Hā'ěrbīn Shì       | Songbei              | 53.076,48    | 10.009.854       |
| — Bezirksfreie Stadt —        |              |                    |                      |              |                  |
| Qiqihar                       | 齐齐哈尔市   | Qíqíhā'ěr Shì      | Jianhua              | 42.255,46    | 4.067.489        |
| Jixi                          | 鸡西市       | Jīxī Shì           | Jiguan               | 22.494,48    | 1.502.060        |
| Hegang                        | 鹤岗市       | Hègǎng Shì         | Xiangyang            | 14.665,01    | 891.271          |
| Shuangyashan                  | 双鸭山市     | Shuāngyāshān Shì   | Jianshan             | 22.051,13    | 1.208.803        |
| Daqing                        | 大庆市       | Dàqìng Shì         | Sairt                | 21.204,82    | 2.781.562        |
| Yichun                        | 伊春市       | Yīchūn Shì         | Yimei                | 32.800,28    | 878.881          |
| Jiamusi                       | 佳木斯市     | Jiāmùsī Shì        | Qianjin              | 32.469,98    | 2.156.505        |
| Qitaihe                       | 七台河市     | Qītáihé Shì        | Taoshan              | 6.190,09     | 689.611          |
| Mudanjiang                    | 牡丹江市     | Mǔdānjiāng Shì     | Dong’an              | 38.827,19    | 2.290.208        |
| Heihe                         | 黑河市       | Hēihé Shì          | Aihui                | 66.861,93    | 1.286.401        |
| Suihua                        | 绥化市       | Suíhuà Shì         | Beilin               | 34.873,12    | 3.756.167        |
| — Regierungsbezirk —          |              |                    |                      |              |                  |
| Großes Hinggan-Gebirge        | 大兴安岭地区 | Dàxīng'ānlǐng Dìqū | Jiagedaqi            | 64.768,44    | 331.276          |

### Größte Städte
Die Einwohnerzahlen sind auf dem Stand der Volkszählung 2020 und beziehen sich auf die eigentliche städtische Siedlung. 2020 lebten 66 % der Bevölkerung in Städten oder städtischen Räumen.
| Rang | Stadt      | Einwohner | Rang | Stadt        | Einwohner |
| ---- | ---------- | --------- | ---- | ------------ | --------- |
| 1    | Harbin     | 5.242.897 | 6    | Jixi         | 626.019   |
| 2    | Daqing     | 1.604.027 | 7    | Hegang       | 514.826   |
| 3    | Qiqihar    | 1.029.522 | 8    | Qitaihe      | 426.065   |
| 4    | Mudanjiang | 808.216   | 9    | Shuangyashan | 388.847   |
| 5    | Jiamusi    | 698.557   | 10   | Suihua       | 355.700   |

### Gebietsentwicklung

Das von Heilongjiang abgetrennte Barga-Gebiet Hulun Buir (rot) wurde Teil der Inneren Mongolei (orange).

Die Provinz war nach dem Vertrag von Nertschinsk (1689) zunächst bedeutend größer, bis zum Vertrag von Aigun (1858) gehörte noch das gesamte Amurgebiet dazu. Erst 1915 wurde der von mongolischen Barguten und Daur besiedelte Westen der Provinz als autonomes Gebiet („Barga“) abgetrennt, 1919 bzw. 1920 aber zunächst wieder mit Heilongjiang vereint. Unter japanischer Besetzung wurde das Barga-Gebiet 1932 erneut abgespalten und zur Provinz Xing’an. 1934 wurden drei weitere Provinzen abgetrennt: Nenjiang (Hauptstadt Qiqihar), Hejiang (Hauptstadt Jiamusi) und Songjiang (Hauptstadt Mudanjiang). Nach dem Zweiten Weltkrieg riefen die Mongolen in Xing’an 1946 erneut ihre Autonomie aus, doch schon 1949 wurde dieses Gebiet als Bezirk Hulun Buir der Autonomen Region Innere Mongolei angegliedert. Hejiang wurde 1949 zunächst der Provinz Songjiang einverleibt, während Nenjiang 1950 wieder an Heilongjiang zurückfiel. Erst 1954 fiel auch Songjiang an Heilongjiang zurück, und während der Kulturrevolution gehörte sogar Hulun Buir von 1969 bis 1979 vorübergehend noch ein letztes Mal zu Heilongjiang. Die formal zu Hulun Buir gehörenden Unterbezirke Songling und Jiagedaqi werden aber weiterhin faktisch von der Provinz Heilongjiang verwaltet.

## Bevölkerung

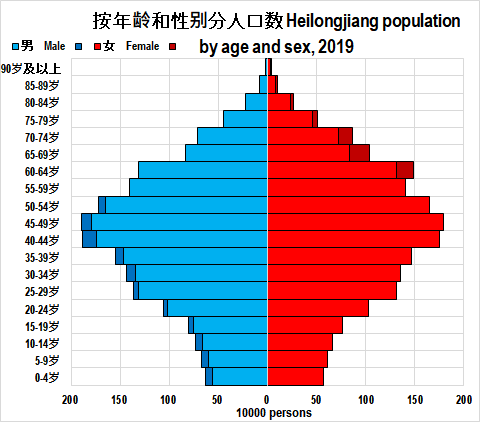
Bevölkerungspyramide (2019)

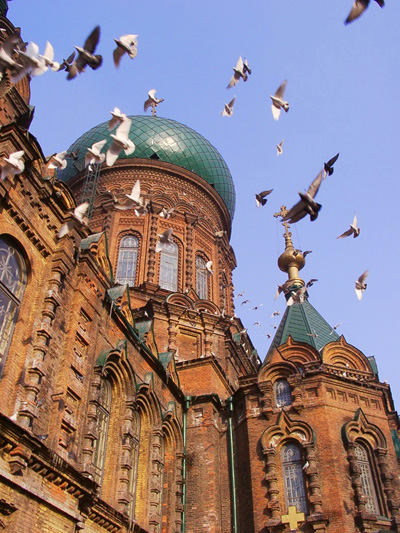
Russische Kirche in Harbin

### Ethnien
Etwa 95 % der Bevölkerung sind Han-Chinesen, etwa 0,3 % der Bevölkerung sind muslimische Hui-Chinesen. Die Mandschu machen knapp 3 % der Bevölkerung aus, Koreaner etwa 1 %, jedoch haben nur die 0,4 % Mongolen einen autonomen Kreis in Dorbod (Daqing).
Zwischen den beiden Weltkriegen gab es eine bedeutende Gemeinde von Exilrussen in Harbin. Unter den Russen wiederum gab es einige Tausend aus Russland geflohener Juden, deren Führer Abraham Kaufman ebenso wie die russischen „Weißen“ mit den Japanern kollaborierte. Der diesbezügliche Fugu-Plan scheiterte jedoch an japanischen Repressionen gegen die jüdischen Emigranten in Harbin.

### Bevölkerungsentwicklung
Nach 2010 verzeichnete die Provinz einen starken Bevölkerungsrückgang durch Abwanderung. 2021 war sie die Provinz mit der niedrigsten Geburtenrate in ganz China.
| Jahr | Einwohnerzahl |
| ---- | ------------- |
| 1964 | 20.118.271    |
| 1982 | 32.665.546    |
| 1990 | 35.214.873    |
| 2000 | 36.237.576    |
| 2010 | 38.313.991    |
| 2020 | 31.850.088    |

## Wirtschaft
Im Jahr 2024 betrug das Pro-Kopf-Einkommen 53.021 Renminbi.
Die Wirtschaft der Provinz ist stark durch die ansässige Schwerindustrie geprägt.

## Tourismus

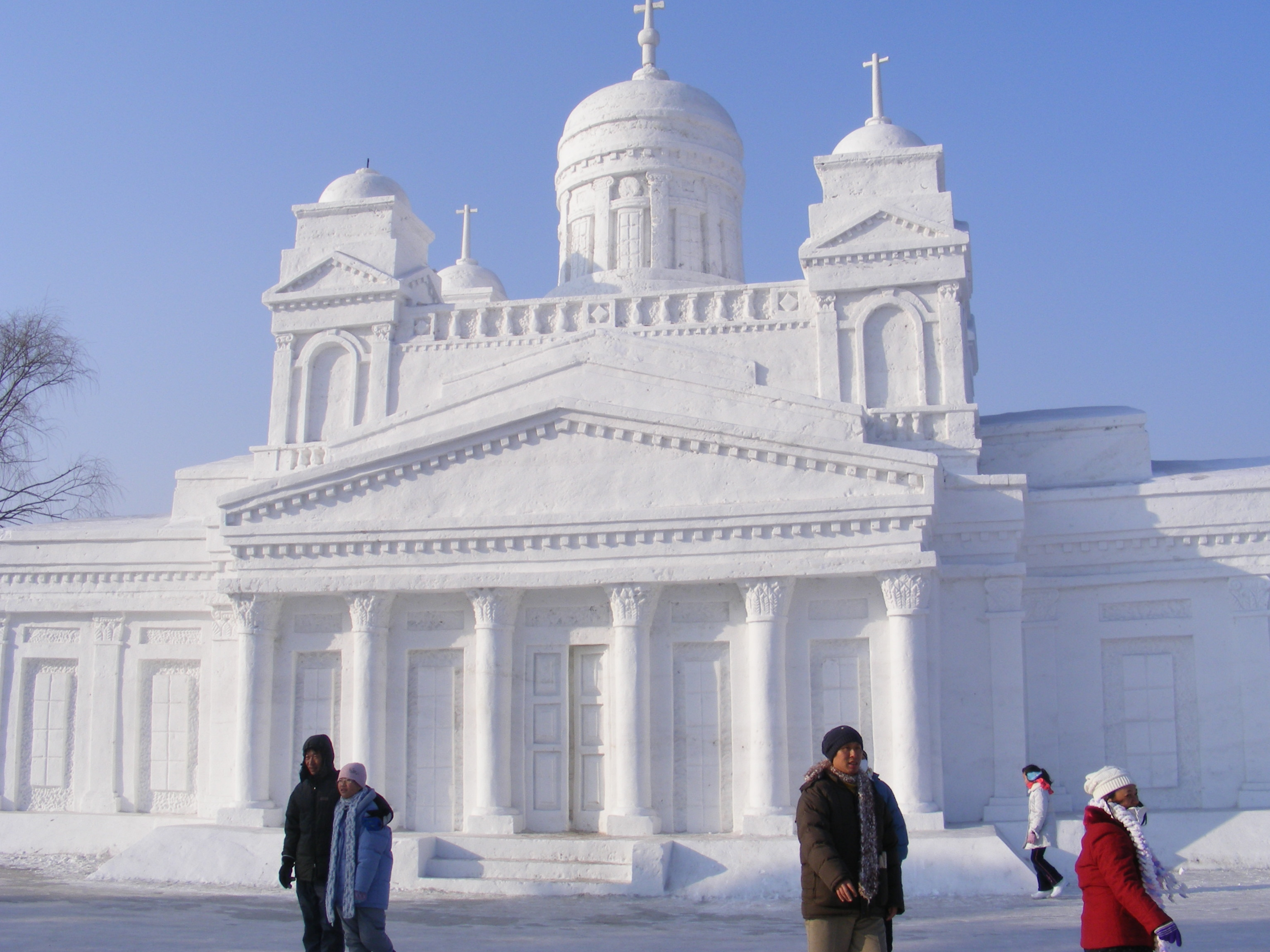
Eine Nachbildung des Doms von Helsinki auf der Snow World exhibition in Harbin 2009

Dem Stadtbild der Provinzhauptstadt Harbin verleihen russische Restaurants und Brotbäckereien ein wenig russisches Flair: Ende des 19. Jahrhunderts und nach der Oktoberrevolution lebten hier viele Russen. Im Süden Chinas ist Harbin heute bekannt als Eisstadt, denn seit 1963 findet alljährlich am 5. Januar das Eislaternenfest statt. Aus Eisblöcken werden Skulpturen geschaffen und farbig ausgeleuchtet.
Im Ostteil der Stadt Jixi liegt der 4380 km² große Xingkai-See, durch den die Grenze zu Russland verläuft, und der zunehmend touristisch erschlossen wird.
Eine Besonderheit Heilongjiangs ist das Vorhandensein von mehreren Skigebieten. Die meisten liegen in der Umgebung von Harbin und das größte davon ist das Wintersportzentrum Yabuli.